# Ленартович В'ячеслав Іванович
Ленартович В'ячеслав Іванович (? — ?) — полковник Дієвої Армії УНР.

## Життєпис
Останнє звання у російській армії — полковник.
З 30 вересня 1918 року — командир 41-го легкого гарматного полку Армії Української Держави.
У 1919 році служив у  Збройних Силах Півдня Росії, з частинами яких на початку 1920 року перейшов з району Одеси до Польщі.
У червні 1920 року разом з групою офіцерів-українців, які служили в ЗСПР, перейшов до Армії УНР. 
Був приділений до 2-ї гарматної бригади 2-ї Волинської дивізії. 
З 1 жовтня 1920 року — помічник завідувача артилерійської частини штабу Армії УНР. 
У 1921–1923 роках — викладач артилерійської справи Спільної юнацької школи Армії УНР. 
Подальша доля невідома.